# Saí-de-máscara-preta
Dácnis-de-faces-pretas ou saí-de-máscara-preta (Dacnis lineata) é uma espécie de ave da família Thraupidae.
Pode ser encontrada nos seguintes países: Bolívia, Brasil, Colômbia, Equador, Guiana Francesa, Guiana, Peru, Suriname e Venezuela. Seus habitats naturais são: florestas subtropicais ou tropicais húmidas de baixa altitude, pântanos subtropicais ou tropicais e florestas secundárias altamente degradadas.